# Колюжица
Колюжица (бел. Калюжы́ца) — деревня в Березинском районе Минской области Беларуси. Входит в состав Березинского сельсовета.

## География
Деревня находится в восточной части Минской области, на левом берегу реки Уши, при автодороге Р-67, на расстоянии приблизительно 17 километров (по прямой) к северо-западу от города Березино, административного центра района. Абсолютная высота — 154 метра над уровнем моря. Площадь населённого пункта — 0,9831 км².

## История
По письменным источникам деревня известна с XVI века. В 1858 году упоминается как владельческая деревня, в собственности у помещика Ваньковича.
В 1897 году входила в состав Игуменского уезда Минской губернии, насчитывалось 8 дворов и 91 житель. Также вблизи деревни находилась одноимённая усадьба (13 дворов и 58 жителей).
По состоянию на 1909 год, в Калюжице имелось 12 дворов и проживало 92 человека. В административном отношении деревня входила в состав Беличанской волости.
В 1931 году, в ходе проведения коллективизации, был образован колхоз имени Чкалова, в состав которого вошли деревни: Старая Колюжица (собственно деревня Колюжица), Новая Колюжица (бывшая усадьба Колюжица), Князевка и Старая Уша. В 1966 году Старая и Новая Колюжицы были объединены в один населённый пункт.
До 28 мая 2013 года деревня входила в состав Ушанского сельсовета.

## Население
По данным переписи 2019 года, в деревне проживало 45 человек.
| Год  | Население, человек |
| ---- | ------------------ |
| 1800 | 69                 |
| 1858 | ↘ 52               |
| 1897 | ↗ 91               |
| 1909 | ↗ 92               |
| 1917 | ↗ 103              |
| 2003 | ↘ 88               |
| 2008 | ↘ 72               |
| 2009 | ↘ 44               |
| 2019 | ↗ 45               |

## Достопримечательность
- Склеп-усыпальница Ваньковичей.
- Памятный камень на месте усадьбы, в которой родился Валентий Ванькович.

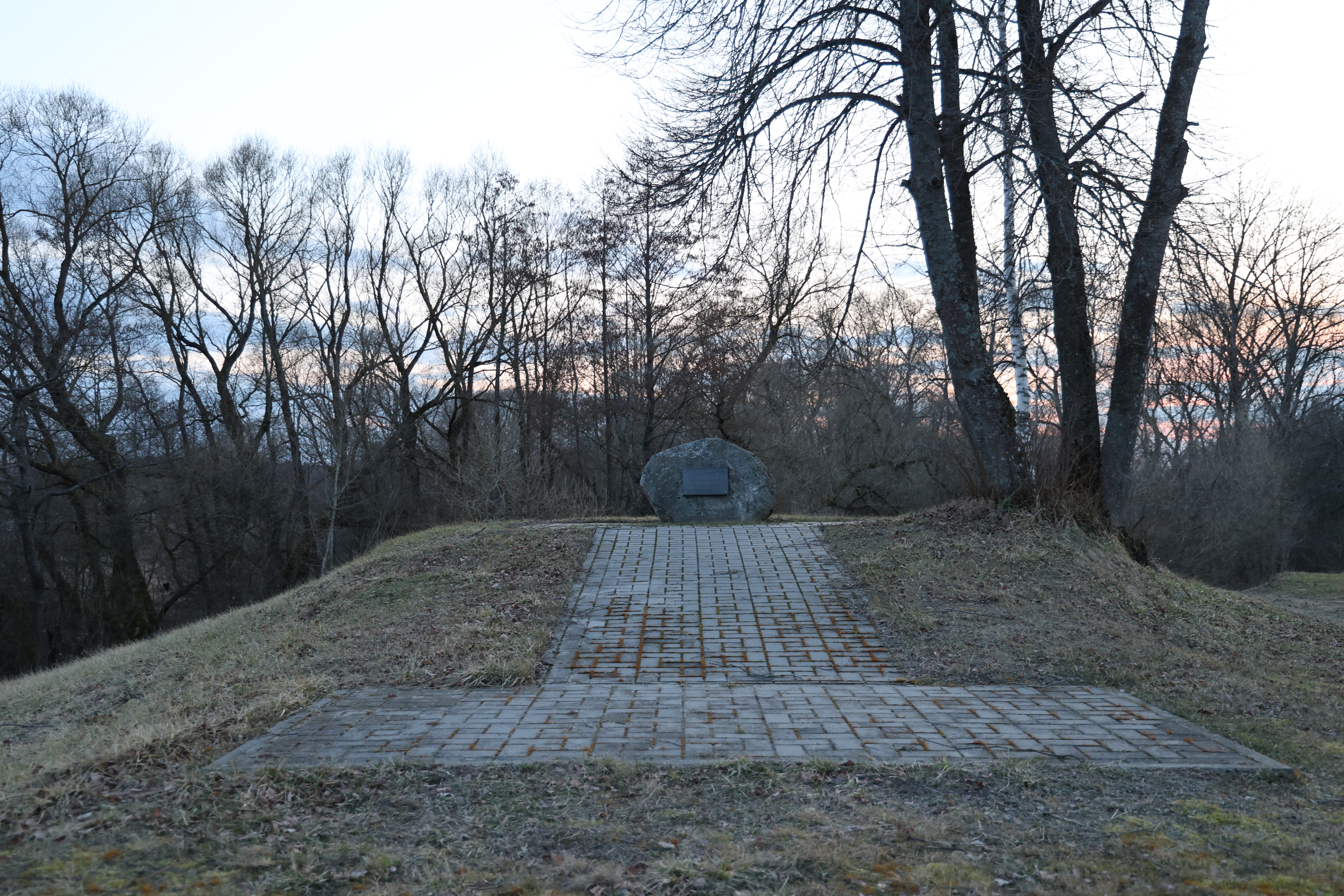
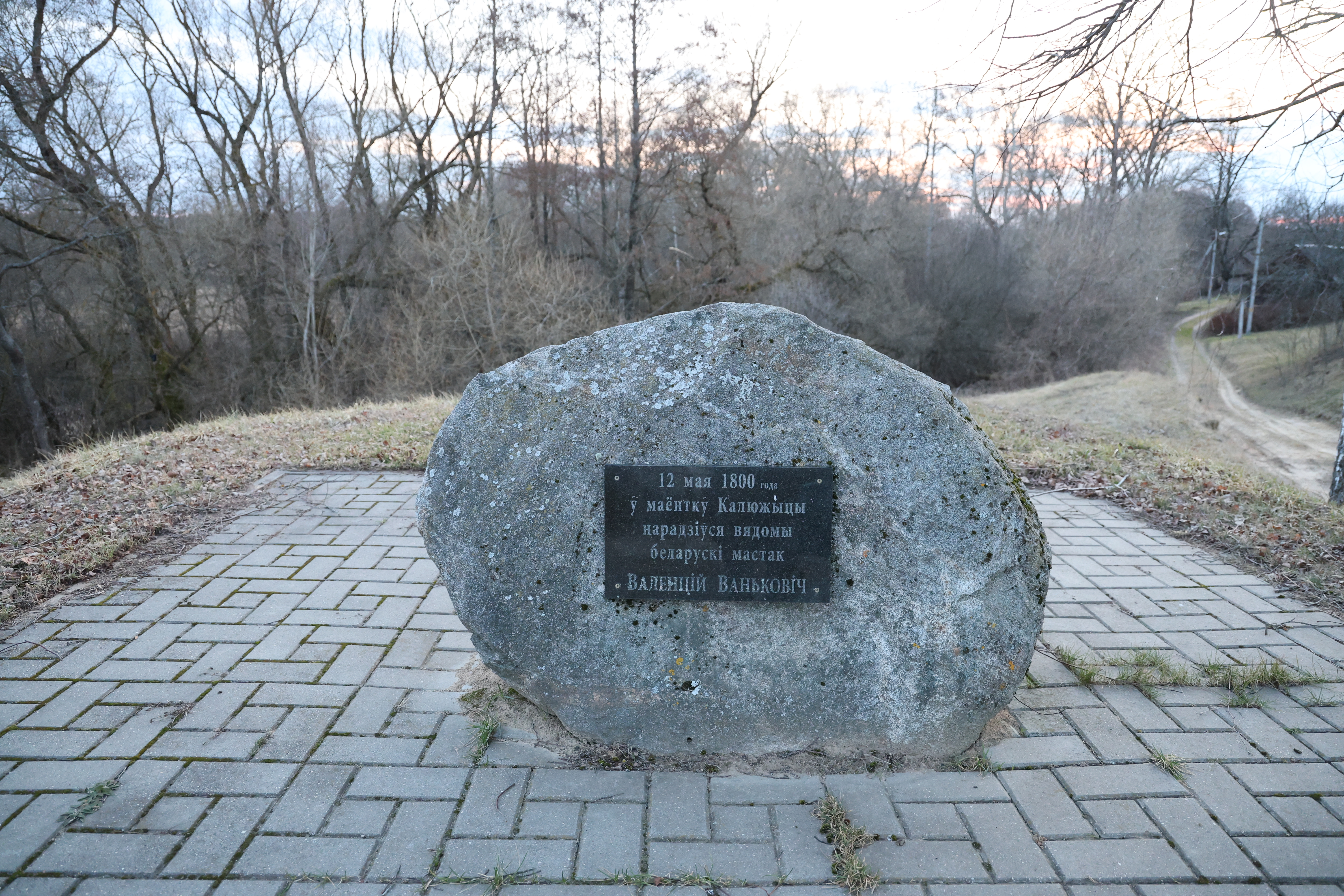

## Известные лица
- Ванькович, Мельхиор Александрович (1775—1842) — председатель Главного суда 2-го департамента Главного суда Минской губернии (1805—1808)
- Валентий Ванькович (1800—1842) — художник.
- Ванькович, Мельхиор (1892—1974) — писатель, журналист.